# Ahmad Omar
Ahmad Omar (en arabe : أحمد عمر), aussi connu sous les noms d'Abou Ubaidah et d'Ahmed Direye, né en 1972 dans la province de Gedo Somalie, est l'émir du groupe islamiste somalien Al-Shabbaab depuis le 6 septembre 2014, à la suite du décès de Moktar Ali Zubeyr au cours d'une attaque aérienne américaine. Son nom figure sur la liste des terroristes les plus recherchés par le gouvernement américain qui offre 6 millions de dollars pour sa capture.

## Biographie
Originaire de la province somalienne de Gedo, au sud du pays et membre présumé du clan Dir de la province de Kismayo, il occupe plusieurs fonctions sous la direction de l'émir d'Al-Shabbaab Moktar Ali Zubeyr, qui le nomme gouverneur de la région de Lower Juba en 2008, puis des provinces de Bay et de Bakool en 2009. Considéré comme l'un des plus fervents soutiens de Zubeyr, le gouvernement américain le soupçonne d'adhérer aux aspirations de la nébuleuse terroriste Al-Qaida, prônant un djihadisme global et appelant à des attaques sur le sol américain.
Le 1er septembre 2014, Moktar Ali Zubeyr est tué lors d'une attaque aérienne américaine et le groupe confirme sa disparition le 5 septembre. Le lendemain, le porte-parole du groupe, Ahmed Abdi aw Mohamed, annonce la nomination d'Ahmad Umar à la tête d'Al-Shabaab.